# V584 Возничего
V584 Возничего (лат. V584 Aurigae), HD 282346 — двойная звезда в созвездии Возничего на расстоянии приблизительно 426 световых лет (около 131 парсека) от Солнца. Возраст звезды оценивается как около 2,7 млн лет.

## Характеристики
Первый компонент (CCDM J04395+3408A) — жёлто-оранжевый карлик, эруптивная переменная звезда типа RS Гончих Псов (RS) спектрального класса K2, или G8V, или G7V. Видимая звёздная величина звезды — от +9,97m до +9,9m. Масса — около 1,5 солнечной, светимость — около 2,56 солнечных. Эффективная температура — около 5032 K.
Второй компонент (CCDM J04395+3408B). Видимая звёздная величина звезды — +10m. Масса — около 0,7 солнечной. Удалён на 0,3 угловой секунды.